# Johnny the Walrus
Johnny the Walrus es un libro ilustrado para niños escrito por el comentarista político conservador estadounidense Matt Walsh. Compara ser transgénero con fingir ser una morsa, a través de la historia de un niño llamado Johnny que finge ser una morsa.

## Resumen
En el libro, Johnny es un niño pequeño con mucha imaginación que se disfraza de morsa usando cucharas como colmillos. Cuando su madre descubre en Internet que Johnny es una morsa si él lo dice, se ve obligado a decidir entre ser un niño o una morsa, y no se le permite cambiar de opinión.

## Recepción
Johnny the Walrus se convirtió en el libro más vendido en la categoría LGBTQ+ de Amazon antes de que Amazon lo recategorizara el 10 de diciembre de 2021 a la categoría de Comentario político y social. Walsh llamó sarcásticamente a la recategorización "un ataque desmesurado a los derechos de los homosexuales y un ejemplo horrible de homofobia y eliminación de homosexuales". GLAAD, una organización de monitoreo de medios LGBT, había pedido previamente a Amazon que quitara el libro de su categoría LGBTQ+. El mismo día, Target eliminó el libro de su librería en línea.
El presentador de Fox News, Tucker Carlson, calificó el libro de "hilarante". El sitio web de noticias conservador TheBlaze calificó el libro como "un esfuerzo para hacer retroceder la ideología de género radical que desafía la realidad biológica". Andrew Doyle, escribiendo para UnHerd, argumentó que "el libro de Walsh demuestra que la idea de que los niños pequeños están interesados de alguna manera en el activismo interseccional es intrínsecamente divertida, y la burla es siempre la mejor manera de exponer las falsedades de las élites poderosas. Si hay algo que los sumos sacerdotes de esta nueva religión no pueden soportar, es el sonido de la risa". El sitio web de noticias LGBT PinkNews calificó el libro de "odioso" y " transfóbico". LGBTQ Nation llamó al libro "anti-transgénero" y agregó que "tiene la intención de burlarse de los jóvenes transgénero, comparando la experiencia de la disforia de género con fingir ser una morsa".
En marzo de 2022, un grupo llamado No Hate at Amazon hizo circular una petición exigiendo que Amazon dejara de vender libros como Johnny the Walrus e Irreversible Damage y, en su lugar, estableciera una junta de supervisión que permitiera a los empleados determinar el contenido vendido en Amazon. Al menos 500 personas firmaron la petición, que se presentó a los líderes de Amazon en el verano de 2021.